# Paralephana lobata
Paralephana lobata là một loài bướm đêm trong họ Noctuidae.